# Kto widział jej śmierć?
Kto widział jej śmierć? (wł. Chi l'ha vista morire?) – włoski film kryminalny z 1972 roku w reżyserii Aldo Lado.

## Fabuła
W Wenecji zostaje zamordowana nastoletnia Roberta – córka artysty rzeźbiarza Franco. Policja pozostaje bezradna, jednak zdesperowany ojciec dziewczynki zaczyna prowadzić śledztwo na własną rękę. Zaprzyjaźniony z nim dziennikarz informuje go o podobnym zabójstwie dziewczynki, jakie miało miejsce rok wcześniej we Francji. W obydwu wypadkach na miejscu zbrodni widziana była tajemnicza, zawoalowana kobieta w czerni. Początkowo trop wiedzie Franco ku osobie zamożnego Bonaluti, znanego ze skłonności pedofilskich prawnika, który znał obydwie ofiary. Jednak ten ginie zamordowany przez kobietę w czerni. Tymczasem Franco podczas swoich poszukiwań natrafia na ślady wskazujące jako zabójcę bogatego mecenasa sztuki i jego osobistego przyjaciela – Serafina. W tym samym czasie ginie zamordowana, również przez kobietę w czerni, Ginevra Storelli – modelka, która godzi się wyjawić pewne ważne dla Franco informacje. Jej syn – Francois Roussel – wyznaje mu, że jego zamordowana matka, Bonaluti, Serafin i jeszcze jedna nieznana mu osoba byli członkami grupy seksualnych dewiantów, którzy giną, ponieważ najprawdopodobniej znali lub znają mordercę dziewczynek – owego niezidentyfikowanego dewianta. Poszukując Serafina, Franco natrafia na jego zasztyletowane zwłoki. Jest to kolejna ofiara kobiety w czerni. Franco traci trop. Tymczasem obiektem ataku kobiety w czerni staje się jego żona – Elizabeth. Spieszący jej na ratunek Franco wreszcie ma okazje stanąć twarzą w twarz z mordercą. Po walce wręcz z czarną damą odkrywa jej tożsamość. Okazuje się, że za woalką kryje się ojciec James – dobry znajomy wszystkich głównych bohaterów, dobrotliwy i sympatyczny duchowny katolicki, społecznik pracujący z dziećmi i jednocześnie seksualny dewiant, pedofil i morderca. Ginie w płomieniach podczas walki z  Franco, wypadając przez balkon.

## Obsada aktorska
- George Lazenby – Franco Serpieri
- Anita Strindberg – Elizabeth Serpieri
- Adolfo Celi – Serafian
- Dominique Boschero – Ginevra Storelli
- Peter Chatel – Philip Vernon
- Piero Vida – dziennikarz
- Jose Quaglio – Bonaluti
- Alessandro Haber – ojciec James
- Nicoletta Elmi – Roberta Serpieri
- Rosemarie Lindt – Gabriella
- Giovanni Forti Rosselli – Francois Roussel
- Sandro Grinfan – inspektor De Donati

## Produkcja
Zdjęcia kręcono w Wenecji.